# The Waterfront (Fernsehserie)
The Waterfront ist eine US-amerikanische Krimiserie von Kevin Williamson, die am 19. Juni 2025 auf Netflix Premiere feierte.

## Inhalt
Die Serie handelt von der Familie Buckley, die in Wilmington, einer Hafenstadt am Cape Fear River in North Carolina, ein Fischereiunternehmen betreibt. Angesichts der drohenden Pleite kämpfen sie mit allen Mitteln darum, ihren Betrieb zu retten – und schrecken dabei zunehmend nicht mehr vor riskanten oder fragwürdigen Entscheidungen zurück.

## Produktion

### Besetzung
Im August 2024 wurden Holt McCallany und Maria Bello für die Hauptrollen gecastet. Am 18. September 2024 stießen Melissa Benoist, Jake Weary, Rafael L. Silva, Humberly González, Danielle Campbell und Brady Hepner als Serienregulars zum Cast hinzu, während Michael Gaston und Gerardo Celasco in wiederkehrenden Rollen zum Cast stießen. Im Oktober 2024 wurden Topher Grace und Andrew Call für wiederkehrende Rollen gecastet. Am 4. November 2024 stieß Dave Annable mit einer wiederkehrenden Rolle zur Besetzung hinzu.

### Dreharbeiten
Die Dreharbeiten für die Serie fanden zwischen August und Dezember 2024 in Wilmington und Southport in North Carolina statt.

## Besetzung und Synchronisation
Die deutschsprachige Synchronisation entstand nach den Dialogbücher von Michael Herrmann und Robert Golling sowie unter der Dialogregie von Dana Linkiewicz durch die Synchronfirma  EVA Studios Germany GmbH.
| Rolle          | Schauspieler      | Synchronsprecher         |
| -------------- | ----------------- | ------------------------ |
| Harlan Buckley | Holt McCallany    | Marco Kröger             |
| Bree Buckley   | Melissa Benoist   | Nicole Hannak            |
| Cane Buckley   | Jake Weary        | Karim El Kammouchi       |
| Shawn West     | Rafael L. Silva   | Julian Tennstedt         |
| Jenna Tate     | Humberly González | Victoria Frenz           |
| Peyton Buckley | Danielle Campbell | Gabrielle Pietermann     |
| Diller Hopkins | Brady Hepner      | Jaron Müller-Schuch      |
| Belle Buckley  | Maria Bello       | Claudia Urbschat-Mingues |

## Episodenliste
Die Staffel wurde am 19. Juni 2025 auf Netflix sowohl im Original als auch auf Deutsch erstveröffentlicht.
| Nr. (ges.) | Nr. (St.) | Deutscher Titel          | Originaltitel             | Regie           | Drehbuch                           |
| ---------- | --------- | ------------------------ | ------------------------- | --------------- | ---------------------------------- |
| 1          | 1         | Fast okay                | Almost Okay               | Marcos Siega    | Kevin Williamson                   |
| 2          | 2         | Die Kontrolle übernehmen | Taking Control            | Marcos Siega    | Kevin Williamson                   |
| 3          | 3         | Spiel mit dem Feuer      | Playing With Fire         | Liz Friedlander | Michael Narducci                   |
| 4          | 4         | Trau keinem Buckley      | You Can’t Trust A Buckley | Liz Friedlander | Brenna Kouf Jimenez                |
| 5          | 5         | Ich umarme gerne         | I’m A Hugger              | Erica Dunton    | Hannah Schneider                   |
| 6          | 6         | Jagdsaison               | Hunting Season            | Erica Dunton    | Lloyd Gilyard Jr.                  |
| 7          | 7         | Netter Versuch           | Nice Try                  | Jann Turner     | Katelyn Crabb                      |
| 8          | 8         | Verloren auf hoher See   | Lost At Sea               | Jann Turner     | Kevin Williamson, Michael Narducci |